# Bonny Warner
Bonny Warner, née le 7 avril 1962 est une ancienne pilote de bobsleigh et de luge américaine